# Byssotheciella tiliae
Byssotheciella tiliae är en svampart som beskrevs av Petr. 1923. Byssotheciella tiliae ingår i släktet Byssotheciella, divisionen sporsäcksvampar och riket svampar.   Inga underarter finns listade i Catalogue of Life.